# Sanktionierung (Taxonomie)
Die Sanktionierung verschafft einem wissenschaftlichen Namen einer Pilzart automatisch Priorität (Vorrang) vor einem älteren Namen und setzt damit die Anterioritätsregel des Internationalen Codes der Nomenklatur für Algen, Pilze und Pflanzen (ICN) außer Kraft. Die Anterioritätsregel gibt einem älteren Namen, also einem Namen, der früher veröffentlicht wurde, automatisch Vorrang. Die Sanktionierung setzt diese Regel außer Kraft. Durch die Sanktionierung wird also ein jüngerer und gut etablierter Name davor geschützt, durch einen älteren, aber vollkommen ungebräuchlichen Namen ausgetauscht zu werden. Wurde der sanktionierte Name selbst früher von einem anderen Autoren bereits eingeführt, wird diese ältere Verwendung als älteres Homonym des gültigen Namens behandelt. Die Sanktionierung ist im Artikel 13.1 und Artikel 15 des ICN geregelt. 

## Ziel
Sinn der Sanktionierung ist es, die gravierenden Folgen des beim 13. Internationalen Botanischen Kongress in Sydney 1981 verabschiedeten „Sydney Code“ zu mildern. Auf dieser Konferenz wurde der Startzeitpunkt für die Gültigkeit von wissenschaftlichen Pilznamen auf den 1. Mai 1753 gelegt. An diesem Tag wurde der erste Band von Carl von Linnés Werk Species Plantarum veröffentlicht. Zuvor lag der Startzeitpunkt für Uredinales, Ustilaginales und Gasteromycetes, also Rostpilze, Brandpilze und Bauchpilze im weitesten Sinne, auf dem 31. Dezember 1801 und für die übrigen Pilze auf dem 1. Januar 1821. Geregelt ist die Sanktionierung im Artikel 13.1d des ICNs. Danach gelten alle Namen, die einen Rostpilz, Brandpilz oder Bauchpilz benennen als sanktioniert, wenn sie in Christian Hendrik Persoons Synopsis methodica fungorum veröffentlicht wurden. Für die übrigen Pilze sind E. M. Frieses Werke Systema mycologicum Band 1–3 und die zusätzlichen Indices (1832) und sein Werk Elenchus fungorum Band 1–2 maßgebend. Die auf der Sydney-Konferenz getroffenen Beschlüsse wurden besonders von europäischen Mykologen als großer Fehler angesehen, deren taxonomische Folgen bis heute spürbar sind.

## Beispiel
Möchte man darauf hinweisen, dass ein Name durch Persoon oder Fries sanktioniert wurde, kann man dies tun, indem man dem Autorenzitat das Kürzel „: Fr.“ beziehungsweise „: Pers“ hinzugefügt (mit Doppelpunkt vor dem Autorenzitat). Dies ist im ICN in der Empfehlung 50E.2 geregelt. Beispiel: Russula consobrina, der Rußgraue Täubling, wird so angegeben: Russula consobrina (Fr.: Fr.) Fr.
"Fr." ist das Autorenkürzel für E. M. Fries. Dieser hat den Pilz das erste Mal 1818 unter dem Namen Agaricus consobrinus beschrieben, durch die Erwähnung in seiner Systema mycologicum hat er diesen Namen sanktioniert, bevor er den Pilz in die Gattung Russula stellte und ihm durch diese Neukombination seinen heute gültigen Namen gab. Die Angabe des Sanktionierungsautors ist nur eine Empfehlung und kann auch weggelassen werden.

## Referenzen
- Hans-Jürgen Stahl: Lesehilfe zu den Autorenzitaten in lateinischen Pilznamen. Rundbrief 12. In: Rundbriefe der Pilzfreunde Mainfranken. 11. Dezember 2012, abgerufen am 24. August 2015.
- Rolf Singer: Basidiomyceten-Nomenklatur im kommenden Internationalen Botanischen Kongreß, Berlin, Juli 1987. In: Zeitschrift für Mykologie. Band 52, Nr. 2, 1986, S. 439–439 (online [PDF]).
- Tokyo-Code des ICN (Deutsch)